# Pressesprecher des Weißen Hauses
Der Pressesprecher des Weißen Hauses (englisch White House Press Secretary) ist eine hochrangige Funktion im Weißen Haus. Der Inhaber leitet das Office of the Press Secretary of the White House (dt.: Presseamt des Weißen Hauses) und hat die Aufgabe, Regierungserklärungen, insbesondere des Präsidenten, des Vizepräsidenten sowie weiterer hochrangiger Regierungspolitiker der Presse zuzuführen. Er ist vergleichbar mit dem Regierungssprecher bzw. dem Presse- und Informationsamt der Bundesregierung in Deutschland. Daneben gibt es auch die Position des Kommunikationsdirektors des Weißen Hauses, mit dem der Pressesprecher üblicherweise eng zusammenarbeitet.
Der Pressesprecher des Weißen Hauses ist für die Veröffentlichung von Regierungsinformationen an die Medien (hauptsächlich Journalisten) zuständig und hat täglich – meistens durch das „daily press briefing“ – mit den beim Weißen Haus akkreditierten Journalisten Kontakt.

## Geschichte
Erster White House Press Secretary war ab 1929 George E. Akerson unter Präsident Herbert Hoover. Viele Pressesprecher des Weißen Hauses waren vorher bei Zeitungen oder Fernsehsendern tätig, wie etwa Stephen Early (1950, vorher bei der Associated Press), James Hagerty (1953–1961, vorher bei der New York Times), Pierre Salinger (1961–1964, vorher beim San Francisco Chronicle), Ron Nessen (1974–1977, vorher bei NBC News), Tony Snow (2006–2009, vorher bei Fox News), Jay Carney (2011–2014, vorher beim Time Magazine) oder Kayleigh McEnany (seit 2020, vorher bei CNN).
Das unter Richard Nixon geschaffene Stabselement des Kommunikationsdirektors des Weißen Hauses wurde unter seinen Nachfolgern Gerald Ford und Jimmy Carter mehrfach dem Pressesprecher unterstellt und dann wieder ausgegliedert. Während Nixons Präsidentschaft vergrößerte sich der Mitarbeiterstab des Pressesprechers auf mehr als zehn.
Als Karoline Leavitt im Januar 2025, mit dem Beginn von Donald Trumps zweiter Präsidentschaft, Pressesprecherin wurde, war sie 27 Jahre alt und damit die jüngste aller Pressesprecher des Weißen Hauses.

## Liste der Pressesprecher des Weißen Hauses
| Pressesprecher                                        | Bild | Amtszeit                               | Präsident         |
| ----------------------------------------------------- | ---- | -------------------------------------- | ----------------- |
| George Edward Akerson                                 |      | 4. März 1929 – 16. März 1931           | Hoover            |
| Theodore Goldsmith Joslin                             |      | 16. März 1931 – 4. März 1933           | Hoover            |
| Stephen Tyree Early                                   |      | 4. März 1933 – 29. März 1945           | Roosevelt         |
| Jonathan Worth Daniels                                |      | 29. März 1945 – 15. Mai 1945           | Roosevelt, Truman |
| Charlie Griffith Ross                                 |      | 15. Mai 1945 – 5. Dezember 1950        | Truman            |
| Stephen Tyree Early (geschäftsführend)                |      | 5. Dezember 1950 – 18. Dezember 1950   | Truman            |
| Joseph Hudson Short, Jr.                              |      | 18. Dezember 1950 – 18. September 1952 | Truman            |
| Roger Wellington Tubby                                |      | 18. Dezember 1952 – 20. Januar 1953    | Truman            |
| James Campbell Hagerty                                |      | 20. Januar 1953 – 20. Januar 1961      | Eisenhower        |
| Pierre Emil George Salinger                           |      | 20. Januar 1961 – 19. März 1964        | Kennedy, Johnson  |
| George Edward Reedy                                   |      | 19. März 1964 – 8. Juli 1965           | Johnson           |
| Billy Don Moyers                                      |      | 8. Juli 1965 – 1. Februar 1966         | Johnson           |
| George Eastland Christian Jr.                         |      | 1. Februar 1966 – 20. Januar 1969      | Johnson           |
| Ronald Louis Ziegler                                  |      | 20. Januar 1969 – 9. August 1974       | Nixon             |
| Jerald Franklin terHorst                              |      | 9. August 1974 – 9. September 1974     | Ford              |
| Ronald Harold Nessen                                  |      | 9. September 1974 – 20. Januar 1977    | Ford              |
| Joseph Lester Powell, Jr.                             |      | 20. Januar 1977 – 20. Januar 1981      | Carter            |
| James Scott Brady                                     |      | 20. Januar 1981 – 20. Januar 1989      | Reagan            |
| Larry Melvin Speakes (de facto) 1                     |      | 30. März 1981 – 1. Februar 1987        | Reagan            |
| Max Marlin Fitzwater (bis 20. Januar 1989 de facto) 1 |      | 1. Februar 1987 – 20. Januar 1993      | Reagan, Bush sr.  |
| Margaret Jane Myers                                   |      | 20. Januar 1993 – 22. Dezember 1994    | Clinton           |
| George Robert Stephanopoulos (de facto) 2             |      | 20. Januar 1993 – 7. Juni 1993         | Clinton           |
| Michael Demaree McCurry                               |      | 22. Dezember 1994 – 4. August 1998     | Clinton           |
| Joseph Patrick Lockhart                               |      | 4. August 1998 – 29. September 2000    | Clinton           |
| Richard L. Siewert Jr.                                |      | 30. September 2000 – 20. Januar 2001   | Clinton           |
| Lawrence Ari Fleischer                                |      | 20. Januar 2001 – 15. Juli 2003        | Bush jr.          |
| Scott McClellan                                       |      | 15. Juli 2003 – 10. Mai 2006           | Bush jr.          |
| Robert Anthony Snow                                   |      | 10. Mai 2006 – 2007                    | Bush jr.          |
| Dana Marie Perino                                     |      | 14. September 2007 – 20. Januar 2009   | Bush jr.          |
| Robert Lane Gibbs                                     |      | 20. Januar 2009 – 11. Februar 2011     | Obama             |
| James F. Carney                                       |      | 11. Februar 2011 – 20. Juni 2014       | Obama             |
| Joshua Ryan Henry Earnest                             |      | 20. Juni 2014 – 20. Januar 2017        | Obama             |
| Sean Michael Spicer                                   |      | 20. Januar 2017 – 21. Juli 2017        | Trump             |
| Sarah Elizabeth Huckabee Sanders                      |      | 26. Juli 2017 – 1. Juli 2019           | Trump             |
| Stephanie Ann Grisham                                 |      | 1. Juli 2019 – 7. April 2020           | Trump             |
| Kayleigh McEnany                                      |      | 7. April 2020 – 20. Januar 2021        | Trump             |
| Jennifer Rene Psaki                                   |      | 20. Januar 2021 – 13. Mai 2022         | Biden             |
| Karine Jean-Pierre                                    |      | 13. Mai 2022 – 20. Januar 2025         | Biden             |
| Karoline Leavitt                                      |      | seit 20. Januar 2025                   | Trump             |